# Rudno (jezioro na Równinie Drawskiej)
Rudno (także Grażyna) – jezioro na Równinie Drawskiej, w woj. zachodniopomorskim, w gminie Drawno. Jezioro znajduje się w całości w granicach administracyjnych miasta Drawno. 
Przez zbiornik przepływa rzeka Drawa wpadająca od północnej części, a uchodząca do jeziora Dubie, od którego Rudno jest oddzielone mostem drogi wojewódzkiej nr 175 w Drawnie.
Przed II wojną światową jezioro miało niemiecką nazwę Blänke, a północna część akwenu nazwę Ruden. Północna część zarosła, podobnie jak jezioro przepływowe Seckel. W 1949 zmieniono urzędowo nazwy kilku jezior połączonych wokół miasta na jedno jezioro Drawno. W 2006 roku Komisja Nazw Miejscowości i Obiektów Fizjograficznych w wykazie hydronimów przedstawiła dla akwenu na północ od miasta Drawna nazwę Rudno.